# Noliba mjobergi
Noliba mjobergi är en insektsart som beskrevs av Willemse, C. 1938. Noliba mjobergi ingår i släktet Noliba och familjen gräshoppor. Inga underarter finns listade i Catalogue of Life.